# Paul Wolfowitz
Paul Dundes Wolfowitz (sinh ngày 22 tháng 12 năm 1943) là cựu giáo sư Mỹ và viên chức chính phủ Hoa Kỳ. Trong chức vụ Phó Bộ trưởng Quốc phòng trong thời George W. Bush làm Tổng thống, ông là người sáng tạo chính của Chiến tranh Iraq. Ngày 1 tháng 6 năm 2005, ông được bổ nhiệm làm Chủ tịch Nhóm Ngân hàng Thế giới, nhưng từ chức ngày 17 tháng 5 năm 2007 (có hiệu lực từ ngày 30 tháng 6), do cuộc điều tra nghiên cứu về nội quy bởi ban giám đốc của Nhóm Ngân hàng Thế giới. Ban giám đốc nhận lời từ chức của ông, "kết thúc một trận kéo dài và ồn ào về cương vị quản lý, được gây ra khi ông thu xếp thăng chức cho bạn gái."
Trước khi gia nhập vào chính phủ Bush, ông là phụ tá của Thượng nghị sĩ Dân chủ bảo thủ Henry M. Jackson vào những năm 1970. Ông cũng phục vụ trong Bộ Quốc phòng Hoa Kỳ trong chức vụ Giám đốc Lập kế hoạch Chính sách và Phó Bộ trưởng Ngoại giao về Đông Á và Thái Bình Dương tại Bộ Ngoại giao Hoa Kỳ, cũng như Đại sứ Hoa Kỳ tại Indonesia.